# Antrohyphantes
Antrohyphantes é um gênero de aranhas da família Linyphiidae descrito em 1971.